# Hergersberg
Hergersberg est un hameau de la commune belge de Bullange située en Communauté germanophone de Belgique dans la province de Liège en Région wallonne.
Avant la fusion des communes de 1977, Hergersberg faisait partie de la commune de Manderfeld.

## Situation et description
Hergersberg est un hameau frontalier d'Ardenne principalement situé le long d'une route parallèle à la route nationale 634 depuis la frontière allemande en direction de Manderfeld. Il avoisine les hameaux d'Allmuthen, Berterath et Merlscheid. L'altitude culmine à 587 m.
En 2014, Hergersberg comptait 69 habitants pour 32 habitations.